# Analyse de la valeur
 (novembre 2016).
Si vous disposez d'ouvrages ou d'articles de référence ou si vous connaissez des sites web de qualité traitant du thème abordé ici, merci de compléter l'article en donnant les références utiles à sa vérifiabilité et en les liant à la section « Notes et références ».
L'analyse de la valeur (AV) est une méthode née aux États-Unis juste à la fin de la Seconde Guerre mondiale grâce à Lawrence Delos Miles (en). C'est une méthode rationnelle d'optimisation d'un produit (ou d'un procédé, ou d'un processus) qui s'inscrit donc dans le cadre du travail de l'ingénieur, en particulier dans les bureaux d'études.

## Définition
La définition donnée par l'AFNOR est la suivante : « l'analyse de la valeur est une méthode de compétitivité organisée et créative visant à la satisfaction du besoin de l'utilisateur par une démarche spécifique de conception à la fois fonctionnelle, économique et pluridisciplinaire. La valeur d'un produit est une grandeur qui croit lorsque la satisfaction du besoin augmente et/ou que le coût du produit diminue. La valeur peut donc être considérée comme le rapport entre l'aptitude aux fonctions divisée par le coût des solutions ».

## Histoire
Ingénieur à la General Electric, D. Miles devait résoudre un problème de pénurie de matériaux nobles. Miles constate alors que dans un produit, ce qui compte est la fonction qu'il exerce, quelle que soit la solution utilisée pour satisfaire cette fonction. À partir de ce constat, il recherche des solutions nouvelles permettant d'assurer la fonction correspondante au moindre coût. Cette technique systématique a été beaucoup améliorée au Japon, puis a été importée dans les années 1960 en Europe, via les filiales d'entreprises américaines. En France, la méthode a été introduite dès 1963 par le cabinet Apte et est aujourd'hui développée par l'AFAV.

## Champ d'application
Initialement utilisée pour améliorer un produit ou un service existant, l'analyse de la valeur est également utilisable dès le moment de la conception. Son but est d'assurer à un produit les fonctions qu'on lui demande, et cela au coût le plus faible.
Cela conduit souvent à des innovations. Par exemple, un remblai antibruit pour border une autoroute peut être construit en terre (stabilisée par une végétation appropriée) plutôt qu'en béton : la masse égale arrête aussi bien le son et, qui plus est, la terre ne réverbère pas ce son, contrairement au béton ; on gagne à la fois en coût et en confort pour les riverains. Autre exemple, des téléphones filaires ou DECT trop légers inspirant peu confiance, on peut les lester par ce que l'on voudra pour les rendre plus naturels d'emploi. Enfin, les lave-linge, qui doivent être lestés pour la phase d'essorage, le sont souvent par un bloc de béton, mais peuvent aussi l'être par une poche en plastique que le client remplira lui-même d'eau, pour alléger le transport de la machine.
Destinée au départ à des ingénieurs, cette technique peut être utilisée par la fonction commerciale. Elle sert alors de guide d'entretien comme de support de négociation technico-économique. Améliorer la qualité d'un produit sans en augmenter le coût, voire en le diminuant, est le cœur de métier de l'ingénieur.
Le produit peut être existant ou nouveau, simple ou complexe, répétitif ou unique, et peut être aussi bien un processus administratif qu'industriel, un service interne à une entreprise ou vendu par cette entreprise. La méthode peut donc s'appliquer dans toutes les entreprises, l'ensemble des services et tous les secteurs économiques.
Lorsqu'il s'agit d'analyse de la valeur de produit, on parle de value analysis ; lorsqu'il s'agit d'analyse de la valeur en conception, de value engineering et enfin, pour l'analyse de la valeur en gestion, on parle de value management.
C'est une démarche fonctionnelle, économique et pluridisciplinaire, qui :
- s'intéresse aussi bien aux produits qu'aux processus ;
- repose sur des concepts ;
- s'appuie sur des coûts ;
- s'articule sur des fonctions ;
- utilise des idées et voies de solution.

Elle s'articule autour des phases suivantes :
1. Étudier et évaluer les solutions
2. Faire un bilan (prévisionnel) et des propositions (de choix)
3. Suivre la réalisation

Plus précisément l'analyse de la valeur se déroule classiquement en différentes phases :
- phase préparatoire : déterminer la tâche, la cible, le groupe et le délai ;
- phase de l'information : rassemblement des informations ;
- phase de l'analyse : l'analyse des coûts par rapport aux fonctions ;
- phase de création : génération d'idées, brainstorming ;
- phase de l'évaluation : évaluation des différentes alternatives ;
- phase de l'implémentation : implémentation de l'alternative retenue.

## Organismes promoteurs
Cette méthode vit et évolue par l'intermédiaire d'associations comme l'AFAV en France (où elle est normalisée par l'AFNOR), la SAVE aux États-Unis, et le VDI en Allemagne.
En France, les normes concernées sont les suivantes :
- NF EN 12973 : Management par l’analyse de la valeur : concept - juin 2000.
- NF X 50-153 : Analyse de la valeur - Recommandations pour sa mise en œuvre - septembre 2009.
- NF X 50-152 : Management de la valeur - Caractéristiques fondamentales de l'analyse de la valeur - septembre 2007.
- NF EN 16271 : Management par la valeur - Expression fonctionnelle du besoin et cahier des charges fonctionnel - Exigences pour l'expression et la validation du besoin à satisfaire dans le processus d'acquisition ou d'obtention d'un produit - 16 février 2013-02-16. Remplace NF X50-151.
- NF X50-150 : Analyse de la valeur - Analyse fonctionnelle. Vocabulaire - août 1990.
- NF EN 1325-1 : Vocabulaire du management de valeur, de l'analyse de la valeur et de l'analyse fonctionnelle - Partie 1 : analyse de la valeur et analyse fonctionnelle - novembre 1996.
- NF EN 1325-2 : Vocabulaire du management de valeur, de l'analyse de la valeur et de l'analyse fonctionnelle - Partie 2 : management par la valeur - mars 2005.
- NF X 50-100 : Analyse fonctionnelle - Caractéristiques fondamentales - décembre 1996.

## Exemples classiques

### Massicot
Prenons l'exemple de la conception d'un massicot sécurisé. À partir de la loi de Murphy, permettant de poser avec rigueur l’importance du zéro défaut en matière de conception industrielle.
- Voici comment était traité l’exemple du problème posé par la conception de la sécurité d’un massicot électrique : « il faut avoir un doigt sur chaque bouton à l'extrémité du plateau, ce qui évite tout risque de réflexe maladroit pour repositionner le papier lorsque la lame descend ». Lorsque cette solution est donnée, elle paraît évidente. Il s'agit alors de chercher une démarche d’esprit permettant de trouver une bonne solution. Cette démarche est l’analyse de la valeur et consiste à identifier le bon problème.
- Voici le problème qu’il fallait résoudre : « concilier l’occupation des mains hors zone dangereuse et la nécessité de commander la descente de la lame ».
- Et voici comment il a fallu poser « le problème apparent » avant d’identifier le problème à résoudre effectivement : « pour obtenir zéro accident, il faut penser à l’opérateur, alors que le réflexe naturel consiste à penser à la machine ».

### Mur antibruit
Sons et bruits sont arrêtés essentiellement par les masses. On a tout naturellement réalisé les premiers murs antibruit en béton pour cette raison. Une recherche des matériaux les plus économiques à la tonne suggéra comme candidat de remplacement possible la terre, solution qui fut effectivement mise en œuvre avec succès là où la place horizontale le permettait, avec en gain additionnel une diminution importante des réflexions sonores parasites vers les automobilistes.

## Conclusion pédagogique
HabitudesConcevoir les bons produits au lieu de concevoir les produits que l’on a l’habitude de produire nécessite du bon sens.
NégligenceSuggérer que le système Toyota n’existe pas, avec l’alibi qu’il est facile d’effectuer l’amalgame entre « bon sens » et « savoir-faire négligeable », et pour le moins que « les avis sont partagés », est une vision réductrice de la réalité (voir le paradigme de Lao-Tseu)
Paradigme de Lao-Tseu« Voir la connaissance comme la non-connaissance, voilà le bien ; voir la non-connaissance comme la connaissance, voilà le mal ! »
ZenL'analyse de la valeur caractérise non seulement l’esprit japonais, mais aussi la langue japonaise. Ainsi, observer que « 98 % de l'électronique japonaise emploie l'analyse de la valeur » revient à considérer l’importance de l’esprit des Japonais, caractérisés par le zen, dans leurs réalisations.
ConclusionC'est cette contrainte que l'on avait insuffisamment prise en considération dans les années 1970, en réduisant l'esprit japonais à des « formules » (« zéro stock », « cercles de qualité », etc.) que le philosophe[Qui ?] réprouve (voir article : « méthode de travail »).

## Dans la littérature
Dans le Traité du zen et de l'entretien des motocyclettes, de Robert Pirsig, le héros remplace une pièce manquante de sa BMW par une languette de boite de conserve. Devant son compagnon qui raille cette solution de fortune, il explique qu'au contraire cette solution simple et économique va exactement dans le sens du travail des ingénieurs allemands qui ont conçu sa machine.